# Wang Yilyu
Wang Yilyu (chinês simplificado: 王懿律, pinyin: Wáng Yìlǜ; Jiaxing, 8 de novembro de 1994), às vezes transliterado como Wang Yilu, Wang Yilv ou Wang Yilü, é um jogador de badminton chinês, campeão olímpico.

## Carreira
Nos Jogos Olímpicos de Verão de 2020, em Tóquio, conquistou a medalha de ouro na categoria duplas mistas ao lado de Huang Dongping após confronto na final contra os também chineses Zheng Siwei e Huang Yaqiong. Wang jogou na Copa Sudirman de 2021 em Vantaa, na Finlândia, e fez parte da seleção da China que ergueu o troféu da Copa Sudirman.